# Jacques Cornet
Jacquet Cornet (1 november 1935) is een Belgische voormalige atleet, die gespecialiseerd was in het hordelopen.

## Biografie
Cornet werd in 1959 Belgisch kampioen op de 110 m horden.
Hij was aangesloten bij Racing Club Brussel.

## Belgische kampioenschappen
| Onderdeel    | Jaar |
| ------------ | ---- |
| 110 m horden | 1959 |

## Persoonlijk record
| Onderdeel    | Prestatie | Datum | Plaats |
| ------------ | --------- | ----- | ------ |
| 110 m horden | 14,6 s    |       |        |

## Palmares
110 m horden
- 1959:  BK AC – 15,7 s